# 7312-es mellékút (Magyarország)
A 7312-es számú mellékút egy 13 és fél kilométer hosszú négy számjegyű mellékút Veszprém vármegye területén, a Balaton-felvidéken. Nagyvázsonyt köti össze a Balaton partjával. A Csicsói-medence legfontosabb közútja.

## Nyomvonala
A 7313-as útból kiágazva indul, annak 1+600-as kilométerszelvényénél, nagyjából északi irányban, Zánka központjában. Kezdeti szakasza a Fő utca nevet viseli – ugyanúgy, mint a 7313-as egy szakasza ettől a ponttól délnyugat felé –, de 300 méter után már ki is ér a település lakott területéről. Az 1+150-es kilométerszelvényénél, Zánka legészakibb határán kiágazik belőle nyugat felé az alig 1 kilométer hosszú 73 116-os út, ami Zánkát elkerülve köti össze az utat a 7313-as úttal.
Innentől körülbelül 600 méteren keresztül Zánka és Tagyon határán húzódik az út, majd teljesen belép ez utóbbi kis falu területére. Ott a Petőfi utca, majd a faluközpontot elhagyva, a 3. kilométere után a Muskátli utca nevet veszi fel. 3,5 kilométer után már Szentantalfa területen jár, kicsivel arrébb be is ér a falu házai közé. Itt Fő utca néven halad a 4,4 kilométerszelvénye térségéig, ahol kicsit keletebbnek fordul.
A 4+800-as kilométerszelvényénél, már a falu házaitól északra kiágazik belőle a 73 117-es út, északnyugati irányban, mely Balatoncsicsó központjáig vezet, majd onnan keletnek fordulva hamarosan visszatorkollik a 7312-esbe (de előtte még kiágazik belőle észak felé a 800 méter hosszá 73 118-as út, amely a környék útjai közül egyedüliként vezet Szentjakabfa belterületére).
Az 5+800-as kilométerszelvényénél Balatoncsicsó exklávé jellegű keleti külterületére lép be az út: ott torkollik vissza a 73 117-es út is, 2,5 kilométer megtétele után. Ezután, a 6+600-as kilométerszelvényénél néhány méteren át szentjakabfai külterületet érint (belterületére csak az előbb említett 73 118-as út vezet), de nemsokára már Óbudavár területén halad; a falu központját 7,5 kilométer után éri el, ott Fő utca néven húzódik. A 8+550-es kilométerszelvényétől Mencshely következik, melynek első házait az út a 8+800-as kilométerszelvényénél éri el, Fő utca néven; 9+300-as kilométerszelvénye előtt kiágazik belőle dél felé a 73 112-es út Felsődörgicse felé (ezen az úton könnyedén elérhető ebből a térségből a szintén Balaton-parti Balatonakali), az út pedig ezen a szakaszon észak felé halad, így lép ki a faluból.
10+800-as kilométerszelvényénél éri el ezt az utat a 6,6 kilométeres hosszúságú 73 113-as út, északkeleti irányból, Vöröstó és Barnag felől beletorkollva, a 12+300-as kilométerszelvényénél pedig beér Nagyvázsony közigazgatási területére. A 12+700-as kilométerszelvényétől már a lakott területen halad, Kinizsi Pál utca néven, és így torkollik be a 7311-esbe, kevéssel annak 1+100-as kilométerszelvénye után.
Teljes hossza, az országos közutak térképes nyilvántartását szolgáló kira.gov.hu adatbázisa szerint 13,530 kilométer.

## Települések az út mentén
- Zánka
- Tagyon
- Szentantalfa
- (Balatoncsicsó)
- Óbudavár
- (Szentjakabfa)
- Mencshely
- Nagyvázsony

## Története
Az út története bizonyosan több évszázadot ível át; Zala vármegye 1831. évi útkönyve úgy említi, mint azon utat, „mely Zánka és Köveskál között a hegyestetői szőlőhegynél kitér, és Tagyonon, Szentantalfán és Óbudaváron keresztül 4558 ölek után, bémegy nemes Veszprém vármegyében és Nagyvázsonyi út név alatt esméretes”.